# Список вагонів безпересадкового сполучення в Україні
Список вагонів безпересадкового сполучення в Україні — список, що має всі вагони, що формуються в Україні чи в іншій країні, які проїжджають по Україні.

## Список вагонів
| Перелік вагонів безпересадкового сполучення | Перелік вагонів безпересадкового сполучення | Перелік вагонів безпересадкового сполучення | Перелік вагонів безпересадкового сполучення | Перелік вагонів безпересадкового сполучення                                             |
| №                                           | Маршрут сполучення                          | Формування залізниці                        | Потяги, з якими курсують безпересадкові вагони | Примітки                                                                                |
| ------------------------------------------- | ------------------------------------------- | ------------------------------------------- | --- | --------------------------------------------------------------------------------------- |
| 15/16                                       | Київ — Будапешт                             | Південно-Західна                            | № 15 «Тиса» з Москви | Скасований разом з Московським поїздом                                                  |
| 21/602                                      | Донецьк — Солотвино                         | Донецька                                    | № 21 Донецьк-Львів, № 601 Львів-Солотвино | Скасований                                                                              |
| 39/40/445/30                                | Сімферополь — Берлін                        | Придніпровська                              | № 39/40 Севастополь — Київ «Севастополь», № 29 «Каштан» Київ — Берлін | Скасований                                                                              |
| 39/68                                       | Сімферополь — Варшава                       | Придніпровська                              | № 39/40 Севастополь — Київ «Севастополь», № 67 Київ — Варшава | Скасований                                                                              |
| 39/68                                       | Дніпро — Варшава                            | Придніпровська                              | № 39/40 Севастополь — Київ «Севастополь», № 67 Київ — Варшава | Скасований                                                                              |
| 45/128                                      | Харків — Зернове                            | Південна                                    | № 45/46 Ужгород — Лисичанськ і № 128/127 | Скасований                                                                              |
| 45/130                                      | Харків — Шостка                             | Південна                                    | № 45/46 Ужгород — Лисичанськ і № 130/129 | Скасований                                                                              |
| 49/452                                      | Київ — Варна                                | Південно-Західна                            | В складі потягів № 49 «Кобзар» Київ — Трускавець і № 451 «Чорне море» Мінськ — Варна | Літній                                                                                  |
| 53/350                                      | Київ — Владивосток                          | Південно-Західна                            | № 350 Івано-Франківськ — Харків, № 54 Харків — Владивосток | Скасований                                                                              |
| 253/254                                     | Кривий Ріг — Одеса                          | Придніпровська                              | Курсує як потяг № 563/564 з/до Кривого Рогу до станції П'ятихатки, де об'єднується з потягом «Скіфія» |                                                                                         |
| 59/60                                       | Київ — Софія                                | Південно-Західна                            | Повністю з поїздом № 59/60 з Москви «Болгарія експрес» | Скасований                                                                              |
| 61/958                                      | Херсон — Москва                             | Одеська                                     | № 958 Херсон — Миколаїв і № 62 «Південний Буг» Миколаїв — Москва | Скасований                                                                              |
| 63/264                                      | Харків — Одеса                              | Південна                                    | Літній, № 63 «Оберіг» Харків — Київ і № 263 Київ — Одеса | Скасований                                                                              |
| 73/608                                      | Чернівці — Москва                           | Львівська                                   | Поїзди № 73 Москва — Львів і № 607 Львів — Чернівці | Скасований                                                                              |
| 77/78                                       | Ковель — Москва                             | Львівська                                   | З 2014 року по 19 травня 2019 як група ВБС в складі потяга № 74/73 Львів — Москва | Скасований                                                                              |
| 81/34                                       | Львів — Будапешт                            | Львівська                                   | № 81/82 «Десна» Київ — Ужгород, № 33 «Латориця» Чоп — Будапешт | Скасований                                                                              |
| 81/92                                       | Полтава — Новоолексіївка                    | Південна                                    | № 92 «Георгій Береговий» Кременчук — Харків, № 81 «Харків» Харків — Новоолексіївка | Скасований                                                                              |
| 81/8829                                     | Київ — Кошиці                               | Південно-Західна                            | № 81 «Десна» Київ — Ужгород, № 8829 Чоп — Кошиці, зворотно з потягом № 30 «Нічний експрес» Ужгород — Київ | Скасований                                                                              |
| 82/140                                      | Ужгород — Кам'янець-Подільський             | Львівська                                   | № 82 «Десна» Ужгород — Київ, № 139 Київ — Кам'янець-Подільський |                                                                                         |
| 83/30                                       | Одеса — Берлін                              | Одеська                                     | № 83 «Голубі озера» Одеса — Ковель, № 29 «Каштан» Київ — Берлін | Скасований                                                                              |
| 85/36                                       | Дніпро — Перемишль                          | Придніпровська                              | № 85 Новоолексіївка — Львів, № 89 Львів — Перемишль, зворотно — № 36 «Біла акація» Перемишль — Одеса, № 70 Львів — Маріуполь | Скасований, натомість за деякий час було призначено поїзд № 31/32 Запоріжжя — Перемишль |
| 89/90                                       | Жмеринка — Москва                           | Південно-Західна                            | З 10 грудня 2017 року по 17 травня 2019 курсувала як група ВБС в складі потяга № 55/56 «Поділля» Хмельницький — Москва | Скасовані                                                                               |
| 93/765                                      | Мінськ — Херсон                             | Білоруська                                  | Літній, № 94 Мінськ — Одеса і № 766 Київ—Херсон | Скасований                                                                              |
| 95/92                                       | Полтава — Москва                            | Південна                                    | № 92 Кременчук — Харків, № 96 Кривий Ріг — Москва | Скасований                                                                              |
| 100/115                                     | Мінськ — Бердянськ                          | Білоруська                                  | Літній, № 99 Мінськ — Запоріжжя/Новоолексіївка і № 116 «Маяк» Київ — Бердянськ | Скасований                                                                              |
| 106/95                                      | Дніпро — Москва                             | Придніпровська                              | Курсує групою вагонів до потяга № 96/95 Кривий Ріг — Москва | Скасований                                                                              |
| 107/68                                      | Астана — Варшава                            | Казахстанська                               | № 107/108 «Астаналик» Астана — Київ, № 67 «Київ-Експрес» Київ — Варшава | Скасований                                                                              |
| 115/53                                      | Дніпро — Санкт-Петербург                    | Придніпровська                              | № 11/12 «Славутич» Новоолексіївка — Київ до 9.12.2018, № 115/116 «Маяк» Бердянськ — Київ, № 54/53 «Либідь» Київ — Санкт-Петербург | Скасований                                                                              |
| 117/380                                     | Київ — Бухарест                             | Південно-Західна                            | № 117 «Буковина» Київ — Чернівці, № 960 Чернівці — Сторожинець, № 379 Вадул-Сірет — Бухарест | Скасований                                                                              |
| 143/53                                      | Харків — Санкт-Петербург                    | Південна                                    | 144/143 на дільниці Харків — Ніжин, № 54/53 «Либідь» Київ — Санкт-Петербург | Скасований                                                                              |
| 145/688                                     | Київ — Березине                             | Південно-Західна                            | № 145 «Дунай» Київ — Ізмаїл і своїм ходом лінією Арциз — Березине | Скасований                                                                              |
| 147/53                                      | Одеса — Санкт-Петербург                     | Одеська                                     | № 147/148 «Хаджибей» Одеса — Київ, № 54/53 «Либідь» Київ — Санкт-Петербург | Скасований                                                                              |
| 227/53                                      | Дніпро — Санкт-Петербург                    | Придніпровська                              | № 227/228 Бердянськ — Київ, № 54/53 «Либідь» Київ — Санкт-Петербург | Скасований                                                                              |
| 233/80                                      | Покровськ — Львів                           | Придніпровська                              | № 233/234 Покровськ — Дніпро, № 80/79 «Дніпро» Дніпро — Львів |                                                                                         |
| 341/42                                      | Кишинів — Трускавець                        | Молдовська                                  | № 341 Кишинів-Москва і перечіпляється на поїзд № 41 Дніпро-Трускавець на станції Жмеринка | Скасований                                                                              |
| 343/68                                      | Харків — Варшава                            | Південна                                    | № 343/344 Харків — Житомир, № 67 Київ — Варшава | Скасований                                                                              |
| 369/106                                     | Баку — Дніпро                               | Азербайджанська                             | № 369 «Азербайджан» Баку — Київ, № 106/139 «Амур/Придніпров'я» Лисичанськ Дніпро — Москва | Призначений у 2018 році. По понеділках 106 до Харкова, назад 139 з Харкова. Скасований. |
| 959/398                                     | Гайворон — Львів                            | Одеська                                     | Своїм ходом лінією Гайворон — Вапнярка, далі № 397 «Тясмин» Черкаси — Львів | Скасований                                                                              |
| 617/317                                     | Дніпро — Одеса                              | Придніпровська                              | № 317/318 «Таврія» Запоріжжя — Одеса, зворотно від та до Запоріжжя своїм ходом | Скасований                                                                              |
| 669/962                                     | Кременчук — Гадяч                           | Південна                                    | № 669 «Кременчук експрес» Кременчук — Бахмач і своїм ходом лінією Лохвиця — Гадяч | Скасований                                                                              |
| 749/148                                     | Київ — Відень                               | Південно-Західна                            | Призначений з 11 грудня 2017, іноді по 2 вагони. Відчепка від потяга № 749 «Інтерсіті» Київ — Івано-Франківськ, на станції Львів, причеплення до потяга № 145 Львів — Чоп, потім у Чопі на потяг № 33 Чоп — Загонь, у Загоні до потяга № 147 Загонь — Відень |                                                                                         |
| 749/52                                      | Київ — Вроцлав                              | Південно-Західна                            | Призначений з 9 грудня 2018. Відчепка від потяга № 749 «Інтерсіті» Київ — Івано-Франківськ на станції Львів, причеплення до потяга № 51 «Львівський експрес» Львів — Вроцлав                                                                                 | Скасований                                                                              |
| 766/775                                     | Харків — Херсон                             | Південна                                    | Призначений 2018 року і прямує через Київ | Скасований                                                                              |
| 771/443                                     | Київ — Прага                                | Південно-Західна                            | № 771 Київ — Хмельницький, № 107 «Хаджибей» Одеса-Головна — Ужгород, № 443 Чоп — Прага | Скасований                                                                              |
| 771/802                                     | Київ — Братислава                           | Південно-Західна                            | № 771 Київ — Хмельницький, № 107 «Хаджибей» Одеса-Головна — Ужгород, № 801 Чоп — Братислава і назад рейсом № 802 і далі № 82 «Десна» Ужгород — Київ | Скасований                                                                              |
| 772/777                                     | Хмельницький — Шостка                       | Південно-Західна                            | № 772 Хмельницький — Київ, № 784 Київ — Шостка, зворотно — № 777 Шостка — Київ, № 771 Київ — Хмельницький | Скасований                                                                              |
| 775/766                                     | Харків — Херсон                             | Південна                                    | № 775 Харків — Київ, № 766 Київ — Херсон | Або це спільний оборот чи поїзд, зараз скасований                                       |
| 793/88                                      | Харків — Луцьк                              | Південна                                    | Курсував в складі потяга № 793/794 «Дніпровські зорі» і № 88/87 «Лісова пісня» з 12 грудня 2016 по 1 жовтня 2017 | скасований                                                                              |
| 798/776                                     | Запоріжжя -Київ                             | Південна                                    | 798/797 Запоріжжя - Харків і 776/775 Харків — Київ | З 23 січня 2020 року скасований через рідше курсування поїзда 797                       |